# Policía religiosa

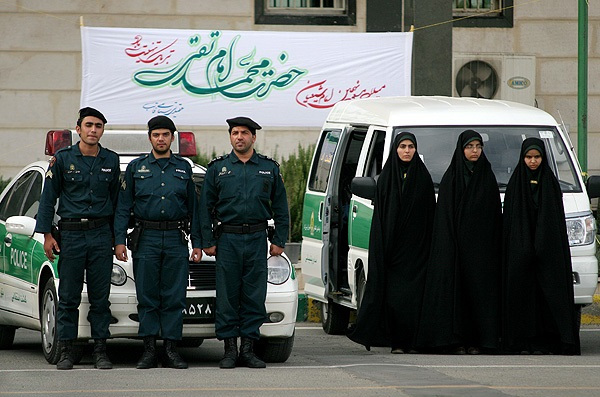
Agentes de patrulla de la policía religiosa iraní.

La policía religiosa es un tipo de fuerza policial que existe en determinados países, y es responsable de la aplicación de las normas religiosas y las leyes religiosas asociadas.
Al menos 17 naciones tienen policías que hacen cumplir estrictamente las normas religiosas. Son particularmente comunes en el Medio Oriente y el Norte de África, donde aproximadamente un tercio de los países tienen una policía que hace cumplir las normas religiosas.
Si bien la mayoría de las policías que hace cumplir las normas religiosas en el mundo moderno son llamadas policía religiosa islámica, y se encuentran en los  países musulmanes, como el Comité para la Promoción de la Virtud y la Prevención del Vicio, de Arabia Saudí, la Patrulla de orientación, y el Basich, de Irán, algunas son de otras regiones del mundo, por ejemplo, La Seguridad Pública Popular de Vietnam, monitorea a grupos religiosos que son considerados como "extremistas" por el gobierno comunista, la policía detiene e interroga a cristianos protestantes montañeses de la etnia Degar, y a los  creyentes católicos de la etnia Hmong-Miao.
En Arabia Saudita, el Comité para la Promoción de la Virtud y la Prevención del Vicio, impuso un código moral aprobado por el gobierno a los residentes de país. La Muttawa hace cumplir la estricta segregación sexual, la prohibición de la venta y el consumo de alcohol, y otras restricciones sociales basadas en la interpretación de la Sharía, por parte del gobierno saudí.
Últimamente el régimen saudí inició una serie de reformas que tienden a un Islam más moderado. La pérdida de influencia de la Muttawa genera, en cambio, un profundo alivio entre numerosos jóvenes del país y una leve retirada de los guardianes religiosos de su función policial. Desde abril de 2016, la Mutawa han recibido instrucciones de actuar "amablemente y con gentileza". Ahora suelen trabajar en tándem con los servicios de seguridad y colaboran con la policía civil.
En Asia y el Pacífico, la policía hace cumplir las normas religiosas en ocho de 50 países. En Vietnam, la Seguridad Pública Popular de Vietnam, continua monitoreando a grupos religiosos considerados como "extremistas" por el gobierno comunista, la Seguridad Pública Popular de Vietnam, detiene e interroga a los cristianos protestantes montañeses de la etnia Degar, y a los creyentes católicos de la etnia Hmong-Miao. En Malasia, asimismo, los oficiales de la ley religiosa islámica estatal y la policía llevaron a cabo redadas para hacer cumplir la ley de la Sharía contra la vestimenta indecente, las publicaciones prohibidas, el consumo de alcohol y el jalwat (estar muy cerca de un miembro del sexo opuesto).
En Malasia, los agentes religiosos son cuerpos dirigidos por los estados, o por el gobierno federal, para hacer cumplir la Sharía.  Alrededor del 60% de la población es musulmana, la mayoría de etnia malaya y los demás budistas, hindúes, cristianos o no religiosos. La Constitución de 1957, en teoría, garantiza la libertad religiosa para los no malayos, pero al mismo tiempo el islam es la religión oficial. Los musulmanes están sujetos a un doble sistema legal y algunos de los casos son juzgados por los tribunales de la sharía, diferentes a los del sistema judicial ordinario.
En Irán, cuenta con la Gasht-e Ershad (Patrulla de orientación), apoyada por la milicia Basich (una unidad paramilitar), quienes son actualmente la principal agencia encargada del cumplimiento en público del código de conducta islámico. Principalmente se aseguran del cumplimiento del uso del hiyab, y de las normas que obligan a las mujeres a cubrir su cabello y sus cuerpos, y prohíben el uso de cosméticos. Tienen capacidad para amonestar a las infractoras e imponerles multas.
En Sudán la Policía del Orden Público (establecida en 1993 por el presidente Omar al-Bashir) tiene el poder de arrestar. Los sospechosos son juzgados en tribunales especiales para el orden público. Entre los posibles castigos están la prisión y los azotes.

En el África subsahariana, Nigeria y Somalia tienen policía religiosa. En Nigeria, la Hisbah (policía religiosa) son financiados y apoyados por los gobiernos de varios estados, donde hacen cumplir su interpretación de la ley islámica (la Sharía). En 2012, las fuerzas policiales religiosas no estaban presentes en ningún país de Europa o América.

## Fuerzas policiales religiosas
- Comité para la Promoción de la Virtud y la Prevención del Vicio. (Reino de Arabia Saudita).
- Comité para la Propagación de la Virtud y la Prevención del Vicio. (Franja de Gaza, Estado de Palestina).
- Policía religiosa islámica. Hisbah.
- Ministerio para la Propagación de la Virtud y la Prevención del Vicio. (Afganistán).
- Patrulla de orientación y milicias Basich. (Irán).
- Seguridad Pública Popular de Vietnam. (Vietnam).